# Þ
Pour les articles homonymes, voir Thorn.
Cet article concerne la lettre latine. Pour la lettre grecque utilisée en Bactriane et possédant une graphie similaire, voir Cho (lettre grecque).
Cette page contient des caractères spéciaux ou non latins. S’ils s’affichent mal (▯, ?, etc.), consultez la page d’aide Unicode.
 (novembre 2024).
Si vous disposez d'ouvrages ou d'articles de référence ou si vous connaissez des sites web de qualité traitant du thème abordé ici, merci de compléter l'article en donnant les références utiles à sa vérifiabilité et en les liant à la section « Notes et références ».
Thorn (capitale Þ, minuscule þ, parfois notée Þorn) est une lettre qui est aujourd'hui utilisée dans l'alphabet islandais.

## Linguistique
Þ est utilisée pour transcrire le son d'une consonne fricative dentale sourde (comme le « th » de « thick » en anglais moderne). Elle était employée dans plusieurs langues germaniques au cours du Moyen Âge parmi lesquels le vieil anglais ou encore le gotique.
Elle fait toujours partie de l'alphabet islandais.
La forme sonore de cette consonne (comme dans « the » en anglais moderne) a également été transcrite dans le passé par cette lettre, mais cet usage se restreint à la lettre Ð,ð en islandais.

## Histoire
La lettre Þ a pour origine la rune Þurisaz ᚦ, appelée « thorn » en vieil anglais et « thurs » (géant) en Scandinavie.
Þ fut utilisée en moyen anglais avant l'invention de l'imprimerie en Europe. William Caxton, le premier imprimeur d'Angleterre, apporta avec lui un jeu de caractères provenant d'Europe continentale d'où manquaient Þ, Ȝ et Ð. Il substitua Y à Þ, en se référant à certains manuscrits du XVe siècle où ces deux lettres étaient tracées de façon identique. En Scandinavie, Þ fut utilisée au Moyen Âge mais fut remplacée plus tard par « th ». En Islande, Þ est toujours employée.

## Représentation informatique
La lettre Þ possède les représentations Unicode suivantes :
- Capitale Þ : U+00DE (lettre majuscule latine thorn, supplément latin-1);
- Minuscule þ : U+00FE (lettre minuscule latine thorn, supplément latin-1);
- Rune ᚦ : U+16A6 (lettre runique thurisaz thorn thurs th, runes).

La lettre a des variantes utilisées dans les abréviations médiévales :
- Ꝥ ꝥ (Þ à trait)
- Ꝧ ꝧ (Þ à descendante barrée)
- ꟒ ꟓ (double Þ)

Le thorn possède également deux codages HTML :
- Capitale Þ : &THORN;
- Minuscule þ : &thorn;

En LaTeX, le thorn s'écrit comme suit :
- Capitale Þ : \TH
- Minuscule þ : \th